# CRTC3
CRTC3‏ (CREB regulated transcription coactivator 3) هوَ بروتين يُشَفر بواسطة جين CRTC3 في الإنسان.